# Гермерсхайм
Гермерсхайм (нем. Germersheim) — город в Германии, районный центр, расположен в земле Рейнланд-Пфальц в районе Гермерсхайм.
Население города на 31 декабря 2010 года — 20 588 человек. Площадь города — 21,40 км². Официальный код субъекта самоуправления — 07 3 34 007.
Город подразделяется на 2 городских района: это сам город Гермерсхайм и расположенный южнее его Зондернхайм, включенный в состав города в 1972 году.

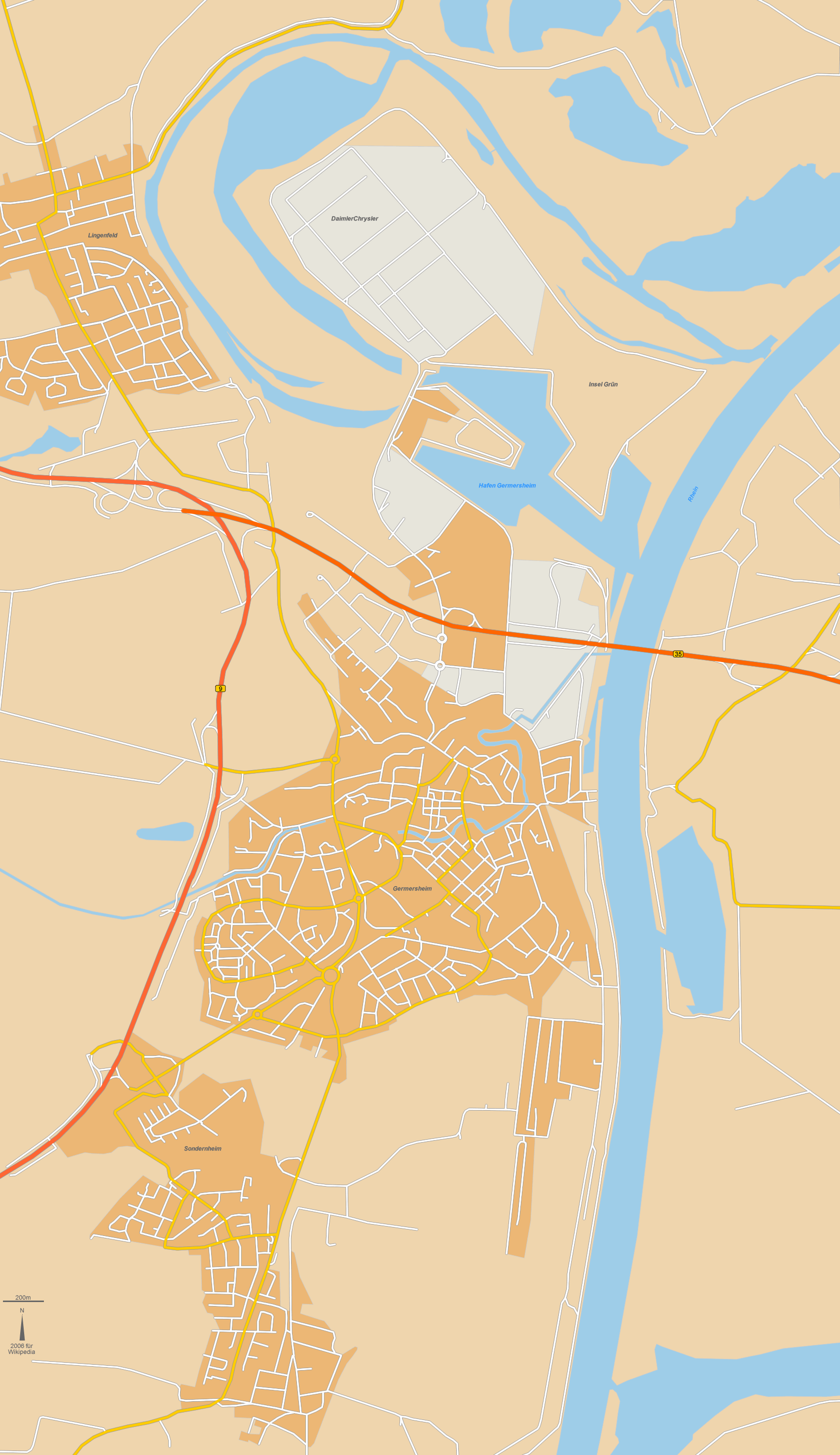
Гермерсхайм

## География

### Географическое расположение
Город расположен на левом берегу Рейна в районе Верхнерейнской низменности между городами Людвигсхафен, Маннгейм и Ворт на Рейне в 15 км от города Шпайера. По другую сторону Рейна находится город Филиппсбург.

### Климат
Климат, как и на все территории Верхнерейнской низменности, относительно[чего?] мягкий: летом тепло, зимой почти не бывает снега. Среднегодовая температура составляет 9 градусов. Так как город находится почти в середине Верхнерейнской низменности, здесь редко бывают дожди.

## История

### Античность
Во времена захвата Юлием Цезарем Галлии на территории региона жили племена трибоков и вангионов. После окончания захвата провинция Germania Superior являлась границей между Римской империей и племенами германцев. Позднее были захвачены ещё небольшие территории восточнее Рейна и присоединены к провинции Agri decumates («Декуматские поля»). В результате притеснений со стороны франкских и алеманских племен в 275–276 годах граница была оттеснена к Рейну в сторону лимеса. На месте современного города римлянами был основан укрепленный военный лагерь Vicus Julius для охраны границы. Он просуществовал до 4 века. После того как в 405 году восточные готы вторглись на территорию Италии, римские солдаты были вынуждены покинуть Пфальц.

### Средневековье
Король Конрад II велел построить на берегу Рейна в районе современного Гермерсхайма крепость и замок. Название города упоминается в хрониках впервые в 1090 году как «Germaresheim», но статус города было ему присвоен лишь в 1276 году королём Рудольфом I. Это событие в значительной степени повлияло на историю города.
Уже в 1325 году город был отдан под залог в распоряжение Курпфальца королём Людвигом IV, а в 1329 году граф Рудольф II присоединил его к своей подвластной территории.

### Новое время
В результате чумы, Тридцатилетней войны и других катастроф конца средневековья и начала нового времени население города сократилось до нескольких семей. Ещё большие разрушения город претерпел во время франко-голландской войны, когда французскими войсками под руководством маршала Тюренна был разрушен построенный по приказу Конрада II королевский замок. Только крипта и фундаментные стены католической церкви устояли под огнём. В 1699 году в Гермерсхайме поселились францисканцы и остались там вплоть до 1793 года.
5 июля 1793 года под Гермерсхаймом состоялось сражение в рамках революционной войны. Тогда французская армия потерпела поражение от австрийских войск под руководством генерала-фельдмаршала Дагоберта Зигмунда фон Вурмзера, что ускорило снятие осады города Майнца.
В период с 1793 по 1814 год Гермерсхайм принадлежал Франции. После окончания французской оккупации было решено построить в Гермерсхайме укрепление для отражения атак с французской стороны. План такой постройки существовал уже во время войны за Пфальцское наследство, но был отвергнут. Возведение укрепления началось в 1831 году. Вокруг города были вырыты километры подкопов, которые можно найти и сегодня. В 1855 году закончилось строительство самого укрепления, но работы по сооружению минных галерей затянулись до 1861 года. Когда они были закончены, оказалось, что укрепление устарело, ведь при его планировании никто не рассчитывал на такое быстрое развитие дальнобойности и пробивной способности пушек. Оказалось к тому же, что укрепление мешало развитию города: вне его стен нельзя было строить дома и фабрики, а площадь внутри была ограничена. Таким образом, Гермерсхайм превратился просто в город-гарнизон, где до начала Первой мировой войны располагался 17-й пехотный полк «Orff».
В 1921—1922 годах согласно Версальскому договору укрепление было ликвидировано, сохранились лишь небольшие крепостные сооружения. До выведения из Германии войск стран-победителей первой мировой войны в 1931 году в Гермерсхайме находились французские войска.
В 1936 город снова становится гарнизоном. Во время Второй мировой войны в Гермерсхайме частично располагался Штрафной батальон вермахта 999. Здесь же находился в заключении генерал-лейтенант Ханс фон Шпонек, отступивший зимой 1941 года от приказа Гитлера, велев своим безнадежно уступающим войскам отступать. После неудачного покушения на Гитлера в 1944 году, в котором он не принимал участия, Шпонек был расстрелян.
После окончания войны в городе по-прежнему располагались сначала американские войска, потом немецкие. В городе было 5 казарм бундесвера, в 4 из них располагались сухопутные войска. В построенной в 1965 году казарме им. Ханса фон Шпонека находились военно-воздушные батальоны. Сегодня в Гермерсхайме находится учебный полк ВВС ФРГ.
После прекращения действия Варшавского договора американские и немецкие войска претерпели значительное сокращение по всей Германии, в том числе и в Гермерсхайме.

### Религии
В 1556 году в результате Реформации в городе был закрыт католический монастырь, а церковь перешла в руки лютеранам и лишь в 1697 году — обратно к католикам. С тех пор в городе проживает преимущественно католическое население. После волны эмиграции в 70-е годы возросло значение и других конфессий, таких как протестантство и ислам.

### Население
- 1925 — 3308 (без Зондернхайма)
- 1933 — 3735 (без Зондернхайма)
- 1939 — 5858 (без Зондернхайма)
- 1994 — 15 876 (без Зондернхайма)
- 1998 — 20 210
- 1999 — 20 200
- 2000 — 20 134
- 2001 — 20 506
- 2002 — 20 542
- 2003 — 20 748
- 2004 — 20 906
- 2005 — 21 534
- 2006 — 22 340

### Образование
В городе расположен факультет переводоведения, прикладной лингвистики и культурологии (нем. Fachbereich Translations-, Sprach- und Kulturwissenschaft) Майнцского университета имени Иоганна Гутенберга, крупнейший центр подготовки профессиональных переводчиков со многих языков мира, созданный в 1947 как Государственный институт переводчиков, в 1949 году включенный в состав Майнцского университета им. И. Гутенберга и в 1992 году получивший нынешнее название. Здесь преподают[когда?] Биргит Менцель, Михаил Безродный и др.

## Политика

### Бургомистр
В настоящее время[когда?] бургомистром города является Маркус Шайле (ХДС), выбранный на эту должность с 01.01.2010 года.
Бывшие бургомистры:
- с 1956 по 1981: Зигфрид Янцер
- с 1981 по 2001: Бэнно Хайтер
- с 2001 по 2010: Дитер Хэнляйн

### Герб
На гербе города изображен золотой имперский орел на голубом фоне, который символизирует придание городу в 1276 году Рудольфом I статуса свободного имперского города.

## Известные уроженцы и жители
- Зайдель, Макс — правовед, писатель и переводчик
- Цапп, Роберт-Рихард — морской офицер
- Шпонек, Ганс фон — военный деятель

## Города-побратимы
- Турнус (Франция) — с 1963 года
- Заласцентгрот (Венгрия) — с 2005 года

## Фотографии

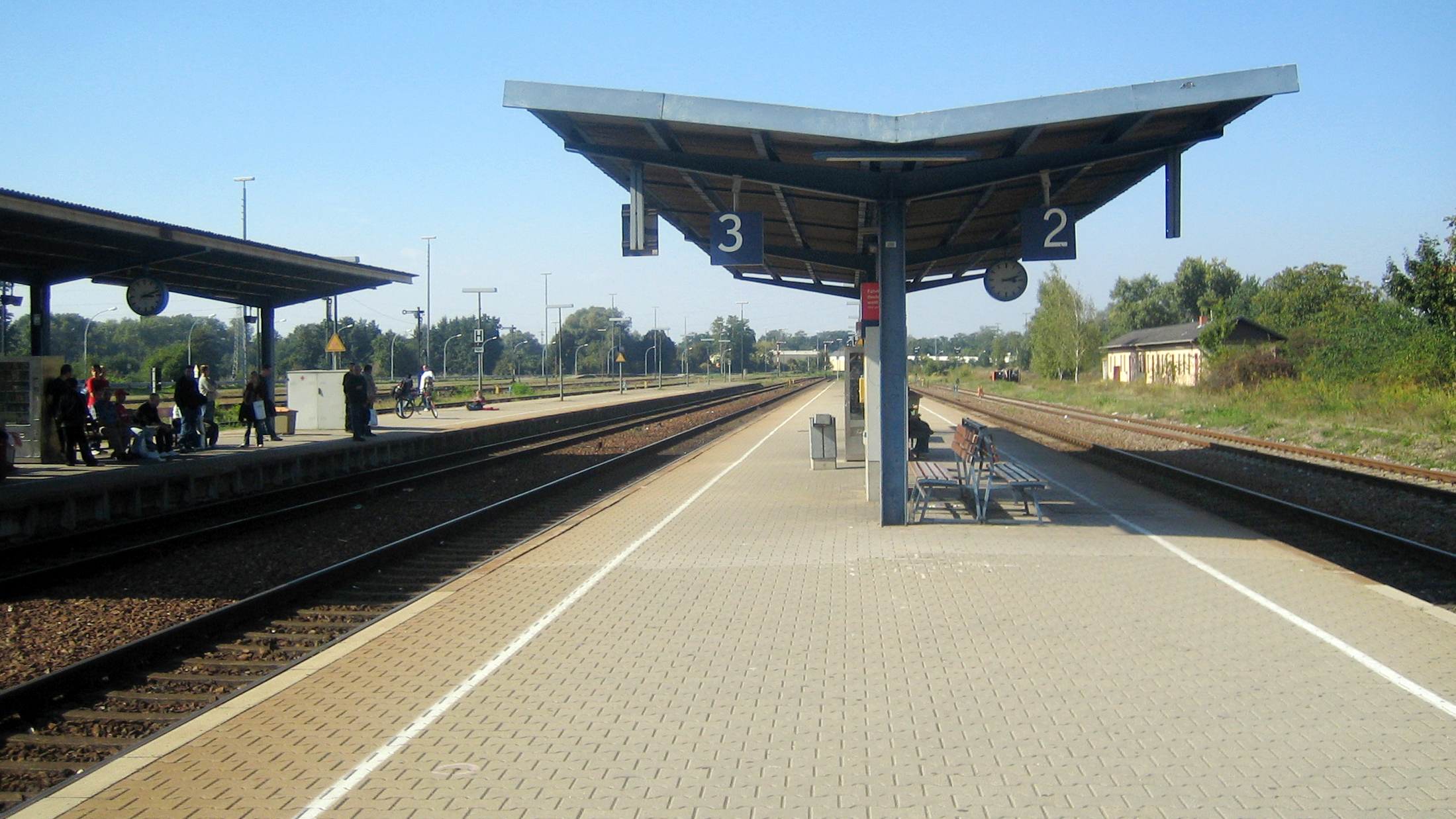
Вокзал
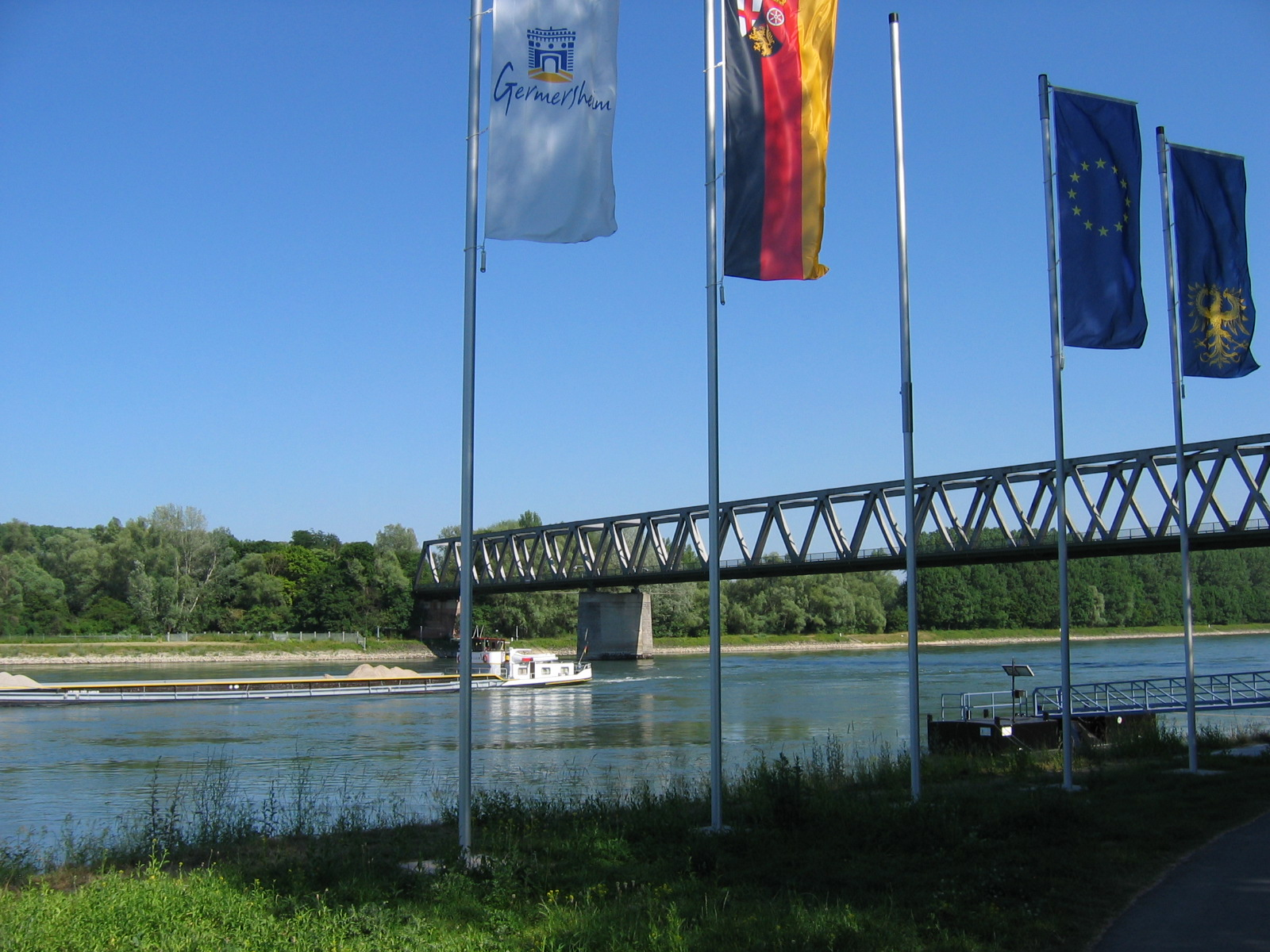
Берег Рейна.
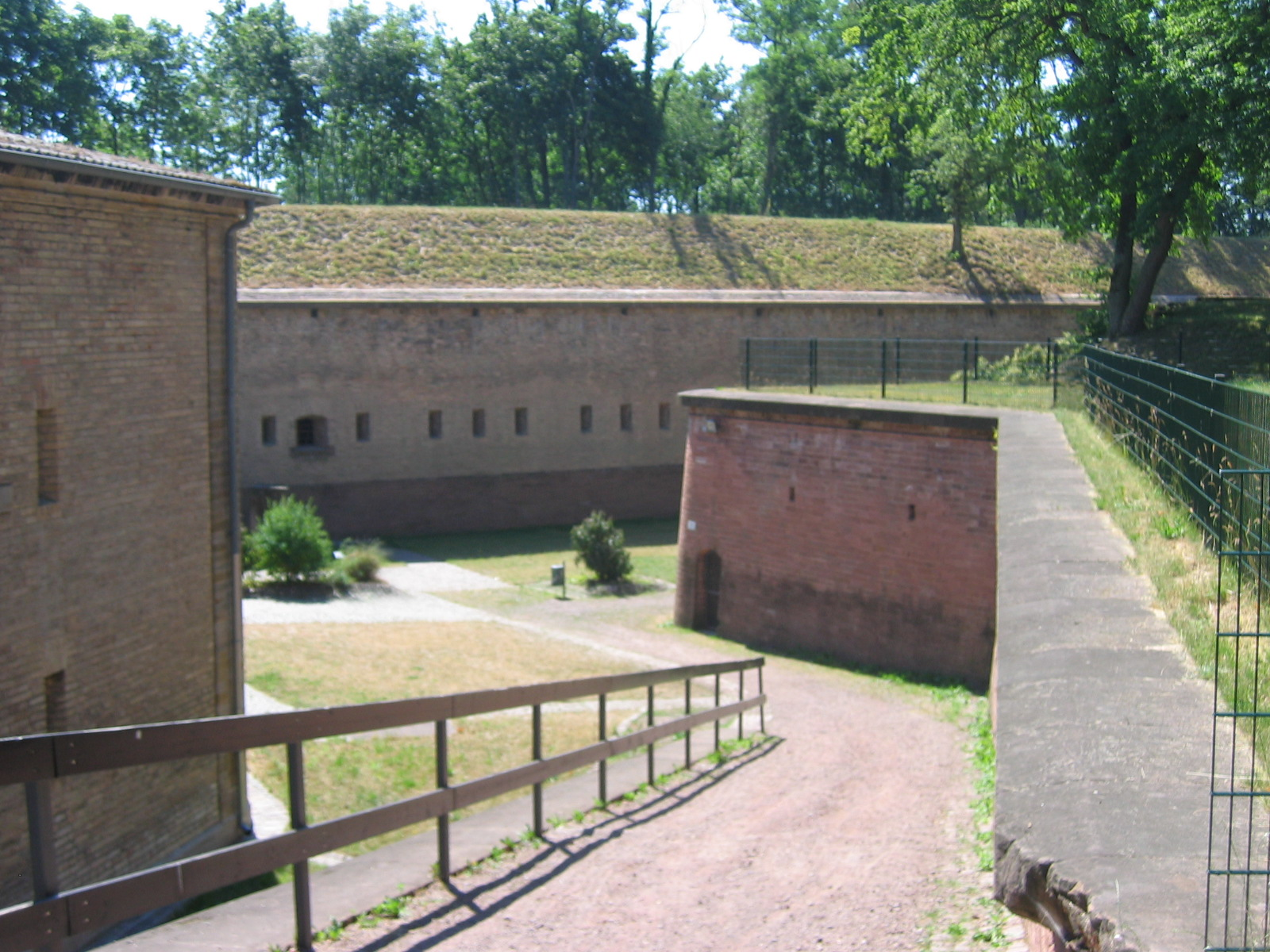
Крепостные сооружения.
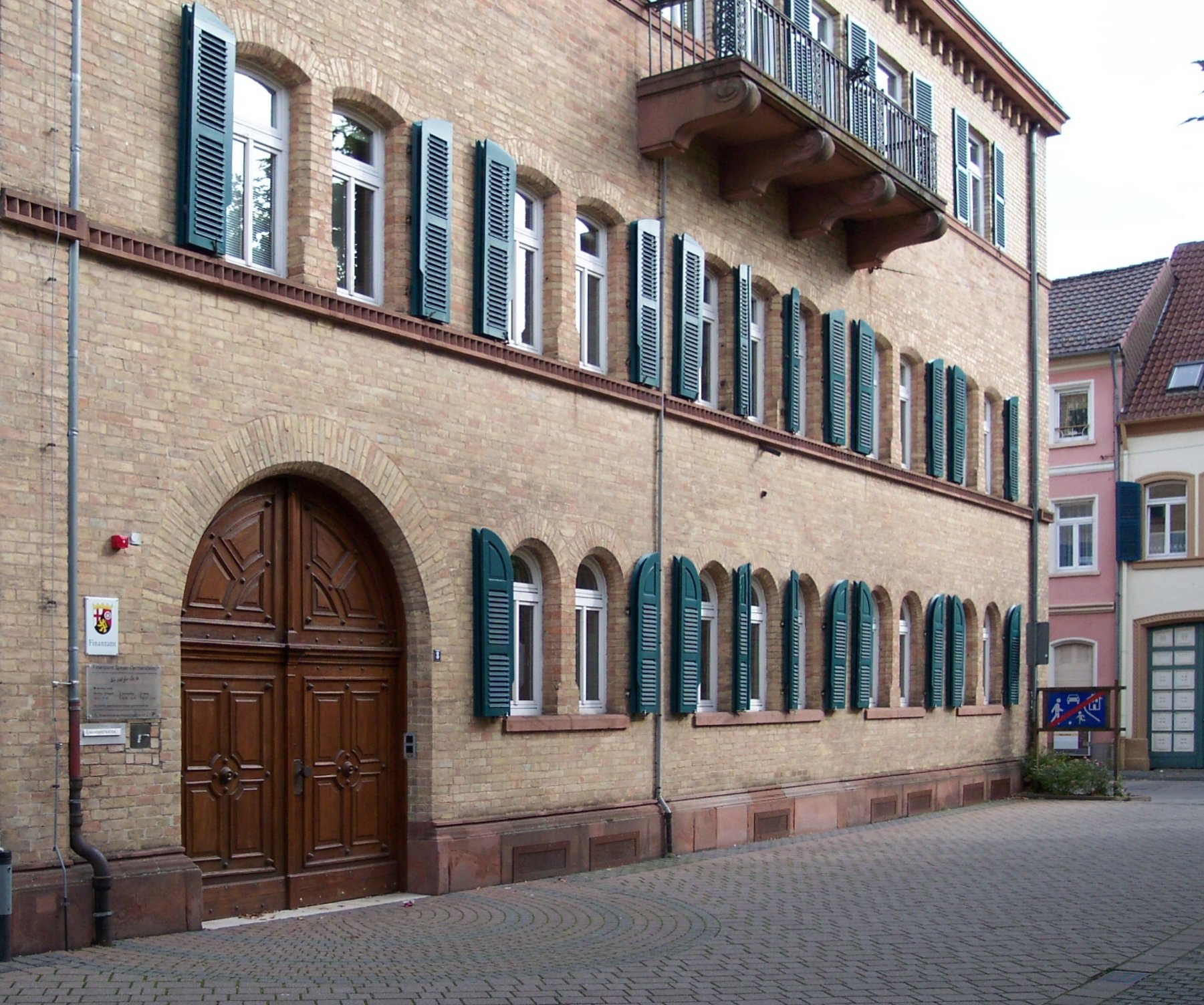
Здание финансового управления.